# 特爾古穆列什足球俱樂部
特爾古穆列什2013體育俱樂部（ASA 2013 Târgu Mureș）是羅馬尼亞的一家足球俱樂部，創建於2008年，主場位於特爾古穆列什。球隊已於2018年解散。

## 歷史
2008年，球隊以特爾古穆列什足球俱樂部（Fotbal Club Municipal Târgu Mureș）的名稱成立。球隊從大聖尼古拉聯合購得罗马尼亚足球乙级联赛席位，最終在2008–09賽季結束時取得57分，排名乙級聯賽第三。
2009–10賽季，球隊取得59分，排名乙級聯賽第一，升入羅馬尼亞足球甲級聯賽。
2011–12賽季，球隊降回乙級聯賽。
2013年，球隊更名為特爾古穆列什2013體育俱樂部（Asociaţia Sportivă Ardealul 2013 Târgu Mureș）。最終在2013–14賽季結束時取得乙級聯賽亞軍，再次升入甲級聯賽。
2014–15賽季，球隊取得甲級聯賽亞軍，取得下賽季歐霸盃參賽資格。
2015年，球隊以聯賽亞軍身份，首次參加羅馬尼亞超級盃，並以1–0擊敗三冠王對手布加勒斯特星隊奪得冠軍。7月17日，球隊在歐霸盃第三輪預選賽中對陣法甲球隊聖伊天，最終以主場0–3，客場2–1，兩回合總成績2–4被淘汰。
2018年1月，球隊宣佈破產。

## 榮譽
羅馬尼亞足球甲級聯賽
- 亞軍 (1)：2014–15

罗马尼亚足球乙级联赛
- 冠軍 (1)：2009–10
- 亞軍 (1)：2013–14

羅馬尼亞超級盃
- 冠軍 (1)：2015